# Nemici della Justice Society of America
Questa è una lista di personaggi immaginari della DC Comics che sono, o sono stati, nemici della Justice Society of America, ed elencati in ordine cronologico (con numero e data della prima comparsa).

## Golden Age
| Criminale                                                        | Prima comparsa                                      | Descrizione |
| ---------------------------------------------------------------- | --------------------------------------------------- | --- |
| Ultra-Humanite                                                   | Action Comics n. 13 (giugno 1939)                   | Pre-Crisi, il saltatore di corpi Ultra-Humanite fu il primo nemico ricorrente di Superman (un precursore, e forse l'ispirazione, verso Lex Luthor). Il suo corpo originale era quello di un calvo scienziato storpio, ma il suo corpo più noto fu quello di una scimmia bianca. Tuttavia, progredì fino a divenire uno dei nemici più consistenti e pericolosi della JSA, e causò anche la morte di Johnny Thunder. È un membro dei Ladri del Tempo. |
| Wotan                                                            | More Fun Comics n. 55 (maggio 1940)                 | Nemesi di Dottor Fate ed un potente stregone, le ire di Wotan caddero sulla Society e sulla Justice League numerose volte. |
| Kulak                                                            | All-Star Comics n. 2 (autunno 1940)                 | Probabilmente la nemesi dello Spettro, Kulak è un antico, potente stregone con tre occhi dal pianeta Brztal. |
| Greenheads                                                       | All-Star Comics n. 55                               | Una razza di alieni con le teste verdi che invasero Giove e costrinsero gli abitanti ad aiutarli ad invadere il Sistema solare. Il Professor Elwood Napier trovò un modo per creare una nave spaziale, ma essi lo rapirono e gli misero un ipno-elmo che lo costrinse a tentare di invadere il sistema solare. Gli alieni tentarono di distruggere la Terra utilizzando un enorme cannone, e misero sotto controllo molti dei membri della JSA grazie ai loro ipno-elmi, ma Lanterna Verde riuscì a liberare la squadra rompendo gli elmi. La JSA riuscì a sconfiggerli, e il cannone, quando sparò, distrusse invece la Green Star, la base dei Greenheads. |
| Ian Karkull                                                      | More Fun Comics n. 69 (agosto 1941)                 | Cercando i poteri dell'oscurità, Ian Karkull costruì una macchina fondendo la scienzae la magia, cosa che lo tramutò in un'ombra vivente. Uno dei primi avversari del Dr. Fate, Karkull ebbe un confronto con la Society che portò a credere che la sua sconfitta era parte dell'essenza fusa negli eroi arrestando così il loro processo di invecchiamento (una delle spiegazioni per la loro giovinezza nonostante la loro età matura). In più, furono le sue energie infuse in Alan Scott che diede la nascita dei poteri innati di suo figlio Obsidian. |
| Adolf Hitler                                                     | Green Lantern vol. 1 n. 3 (primavera 1942)          | Leader del Terzo Reich e parte delle Potenze dell'Asse, Hitler dichiarò guerra al mondo e utilizzò la Lancia del Destino e il Santo Graal per erigere la Sfera d'Influenza su gran parte dell'Europa e dell'Asia. Questa Sfera avrebbe reso chiunque vulnerabile alla magia e ne avrebbe fatto un suddito dell'Asse, prevenendo che la maggior parte degli eroi della Terra venissero coinvolti in gran parte della seconda guerra mondiale. |
| Thor                                                             | Adventure Comics n. 75 (giugno 1942)                | "Fairy Tales" Fenton fu un nemico di Sandman che utilizzò la sua abilità nella scienza per costruirsi un'armatura e un martello replicando gli abiti del mitico Thor, andando così a minacciare l'All-Star Squadron. |
| Thor                                                             | All-Star Comics 80-Page Giant n. 1 (settembre 1999) | Il dio Nordico del Tuono convocato da Hitler per annientare i leader degli Alleati della seconda guerra mondiale. |
| Black Dragon Society                                             | All-Star Comics n. 12 (agosto 1942)                 | Un gruppo di spie e sabotatori giapponesi che seguì un gruppo di scienziati Alleati e ne rubarono le invenzioni. La JSA fermò i loro piani di attacco alla squadra, e dopo che Johnny scoprì accidentalmente la loro base e convocò Thunderbolt, tutti i membri della Black Dragon Society furono catturati. |
| Benito Mussolini                                                 | Wonder Woman n. 2 (settembre 1942)                  | Primo Ministro d'Italia e leader del Partito Nazionale Fascista che formò un'alleanza con il Terzo Reich quando apparve a Mussolini che le forze di Hitler avrebbero vinto la guerra. |
| Hans Goobsten                                                    | All-Star Comics n. 13 (ottobre 1942)                | Uno scienziato nazista che tentò di distruggere la JSA dopo che Hitler glielo ordinò. I suoi agenti pomparono gas nella sala d'incontro della JSA, quindi caricarono gli eroi svenuti in dei razzi e li inviarono in pianeti diversi in tutto il Sistema solare. Tuttavia, ognuno di loro pone fine ad una minaccia che affligge i nativi dei pianeti, ad ognuno viene dato qualcosa per aiutare gli sforzi nella guerra e ognuno di loro fa ritorno sulla Terra, dove insieme alla squadra sconfisse gli agenti. |
| Vandal Savage                                                    | Green Lantern vol. 1 n. 10 (inverno 1943)           | Quando il cavernicolo Vandar Adg fu irradiato dalle radiazioni di un meteorite migliaia di anni fa, gli furono donati un'intelligenza superiore e l'immortalità. Manipolò la storia a suo vantaggio, assassinando Cesare, consigliando Napoleone, e commettendo numerosi omicidi sotto lo pseudonimo di Jack lo squartatore. Savage si batté con gli eroi per tutta la storia, incluso Immortal Man (che ottenne doni simili dal meteorite) e l'avatar di Hawkman, incrociò le spade con Lanterna Verde mentre lavorava con i nazisti, prima di diventare una delle frequenti minacce della JSA, ed uno dei membri fondatori della Società dell'ingiustizia. |
| Brainwave                                                        | All-Star Comics n. 15 (febbraio–marzo 1943)         | Uno psionico incredibilmente potente che affrontò ripetutamente la JSA, e fu membro fondatore della Società dell'Ingiustizia fino alla sua morte. Tuttavia, anche nella morte, rimase una minaccia quando le sue abilità passarono a suo figlio che dopo essere impazzito cambiò personalità. |
| Hideki Tōjō                                                      | World's Finest Comics n. 9 (marzo 1943)             | Primo Ministro del Giappone sotto l'imperatore Hirohito, Tōjō guidò le forze del suo paese come Ministro dell'Armata in Asia e contro gli Stati Uniti, l'Inghilterra, e i Paesi Bassi dopo che il Giappone si unì alle forze dell'Asse. Mentre la guerra procedeva, sarebbe divenuto Ministro degli Affari Interni, Ministro degli Esterni, Ministro dell'Educazione, Ministro del Commercio, e Capo dello Staff Imperiale della Milizia Generale Giapponese. Fu l'attacco a Pearl Harbor che portò gli US nel secondo conflitto mondiale. Infine, il Ministro fu catturato e giustiziato. |
| King Bee (Elmer Pane)                                            | All-Star Comics n. 18 (agosto 1943)                 | Uno scienziato che utilizzò gli ormoni per creare dei super uomini-insetti, con cui tentò di darsi al crimine. Naturalmente la JSA sventò i crimini, e riportò alla normalità gli insetti. |
| Black Barax                                                      | Sensation Comics n. 28 (aprile 1944)                | Un nemico del viaggiatore nel tempo Mister Terrific, Black Barax fu un signore della guerra nel 7532 d.C. che giunse nel passato per distruggere Tylerco prima che questi scoprisse il modo di viaggiare nel tempo. |
| The Monster                                                      | All-Star Comics n. 20 (primavera 1944)              | Il fratello disincarnato di Jason Rogers, Monster poteva possedere il fratello tramutandolo in un essere super forte e altamente resistente che potesse portare avanti il suo nome. Morendo durante una battaglia contro la Society, sarebbe stato raccolto nel tempo da Per Degaton insieme a King Bee, Professor Zodiac, Sky Pirate, Solomon Grundy, e Wotan per battersi con la Society nel passato e cambiare gli eventi di Pearl Harbor. |
| Gambler                                                          | Green Lantern vol. 1 n. 12 (estate 1944)            | Un nemico di Lanterna Verde, maestro del travestimento, coltelli e pistole, nonché membro fondatore della Società dell'ingiustizia, Steven Sharpe III si sarebbe battuto successivamente con la JSA per conto suo. Si suicidò dopo aver perso i suoi soldi in un casinò corrotto, ma sua figlia ne portò avanti il nome. |
| Solomon Grundy                                                   | All-American Comics n. 61 (ottobre 1944)            | Un elementale della palude super forte e pseudo-zombie nato nella Slaughter Swamp fuori Gotham creato dal corpo del mercante assassinato Cyrus Gold, avrebbe affrontato Lanterna Verde, in quanto il legno presente nel suo corpo gli conferiva resistenza contro il potere dell'anello di Lanterna Verde, prima di diventare un avversario frequente della Justice Society e della Justice League, venendo spesso distrutto ma ritornando in una sorta di nuova rianimazione. Nel corso degli anni assorbì un po' del potere di Lanterna Verde. Qualche volta, Grundy ritornò in modo diverso, come un essere infantile che seguiva Jade ovunque o come un gentleman intellettuale che cerò di ottenere la vera immortalità attraverso Amazo. |
| Mago                                                             | All-Star Comics n. 34 (marzo 1945)                  | Originariamente un illusionista che imparò le sue abilità in Tibet prima di assassinare il suo insegnante, un monaco, il Mago tentò di unirsi alla JSA quando questi pensava che fosse una squadra di super criminali utilizzando la loro immagine per ingannare il pubblico. Quando la JSA sventò i suoi crimini decise di suicidarsi saltando in una vasca piena di acido, ma la vasca era un'illusione. Andò avanti formando la Società dell'ingiustizia, guidandone le prime due incarnazioni, e i Crime Champions, portando ad una versione della Società Segreta dei Supercriminali, ed infine venendo in possesso di vere abilità magiche. |
| Psico-Pirata                                                     | All-Star Comics n. 23 (inverno 1945)                | Charles Halstead complottò dei crimini basandosi sulle emozioni, e fu così che incontrò la Society. |
| Psico-Pirata                                                     | Showcase n. 56 (maggio–giugno 1965)                 | Venendo in possesso della Maschera di Medusa, Roger Hayden sviluppò l'abilità di manipolare le emozioni ed alterare la percezione. |
| Black Adam                                                       | The Marvel Family n. 1 (dicembre 1945)              | Un campione del Mago Shazam in Egitto durante il regno del Principe Khufu, la famiglia di Teth-Adam fu massacrata dallo schiavo di Vandal Savage Ahk-ton che lo attirò verso l'oscurità sotto schiavitù della figlia di Shazam Blaze. Shazam gli portò via i poteri, immagazzinandoli in uno scarabeo, e fu così che il suo ex campione invecchiò in un attimo di tutti i secoli che visse come un avatar pseudo-divino. Teth-Adam si reincarnò in un sociopatico di nome Theo Adam che scoprì lo scarabeo e lo utilizzò per diventare un super criminale. Teth-Adam cominciò a scoprire come sopraffare la persona di Black Adam, finendo per controllarla completamente dopo che un tumore maligno fu rimosso chirurgicamente dal cervello di Theo. Diventando un membro della JSA, Adam si rivolse all'oscurità ancora una volta quando invase il suo paese natio, il Kahndaq, per liberarlo da un dittatore, e ne prese il controllo insieme ad alcuni alleati/membri della JSA (più in particolare Atom Smasher). Successivamente si batté nuovamente con loro dopo che la sua famiglia fu assassinata e dichiarò guerra contro il mondo.                                                                |
| Landor (L'Uomo Che Sapeva Troppo)                                | All-Star Comics vol. 1 n. 29 (giugno 1946)          | Un uomo nato nell'anno 2416, che però trovava la sua epoca noiosa ed era quindi in cerca d'avventura. Trovò una macchina del tempo in un museo e la utilizzò per viaggiare di 500 anni nel passato, fino all'anno 1946, ma la macchina si disintegrò durante l'atterraggio. Non riuscì a trovare del cibo, così decise di darsi al crimine, utilizzando la sua conoscenza avanzata per tramutare oggetti comuni di tutti i giorni in armi, come il getto di una penna stilografica che inchiodava le persone sul pavimento, ed una macchina da scrivere che lanciava delle scariche elettriche ogni qualvolta ne toccava i tasti. Sfidò la JSA a fermare sei crimini, ma la squadra di eroi li sventò tutti. Sfidò Johnny Thunder ad un duello di magia, sperando di essere catturato e portato al quartier generale della JSA, dove li avrebbe distrutti con la sua pistola a raggi laser. Giunse al quartier generale, ma Flash gli prese la pistola e Lanterna Verde la distrusse. Non volendo mandarlo in prigione perché poteva tramutare ogni oggetto in un'arma, decisero di rimandarlo indietro nel 2446 con l'anello di Lanterna Verde. E così decise che la sua epoca non era così male dopo tutto. |
| Zor                                                              | All-Star Comics n. 31 (ottobre 1946)                | Una strana creatura che somigliava ad una palla brillante, che si impossessò di un giocattolaio, Willy Wonder, creando armi pericolose per permettere ai delinquenti di commettere crimini. I Duma, una razza di creature oltredimensionali, allertarono la JSA a proposito di Zor, e li avvisarono che era un criminale del loro mondo. La JSA prevenne i crimini, dove i criminali utilizzarono dei dispositivi come scarpe che permettevano loro di camminare sull'aria e tessuti invisibili, per poi dirigersi al laboratorio di Willy Wonder, dove i Duma costrinsero l'insano Zor ad uscire fuori dal corpo di Willy Wonder e lo portarono via. |
| Per Degaton                                                      | All-Star Comics n. 35 (giugno–luglio 1947)          | Un assistente del Time Trust (un gruppo di scienziati che svilupparono la tecnologia del viaggio temporale spesso coinvolgente la JSA), Per Degaton si ribellò ai suoi compatrioti e incontrò il robot viaggiatore del tempo Mekanique. Mekanique diede il suo consenso alla guerra contro la All-Star Squadron che portò Per all'inizio della sua storia contro gli eroi mentre sbloccava i segreti del tempo, diventando uno dei nemici più frequenti della JSA ed un membro fondatore della Società dell'ingiustizia mentre tentava di alterare la storia a suo vantaggio dopo aver rubato la macchina del tempo del Professor Zee. |
| Gentleman Ghost                                                  | Flash Comics n. 88 (ottobre 1947)                   | Un noto bandito linciato da Nighthawk, Gentleman Ghost ritornò come spettro che seguì il suo assassino nel corso della storia mentre si reincarnava in diverse identità (Nighthawk fu un'interazione del Principe Khufu). Hawkman, ultima di queste incarnazioni, sconfisse spesso il suo nemico intangibile che nel tempo giunse a minacciare l'intera JSA. Successivamente riunì un'armata di fantasmi per distruggere la JSA, ma di nuovo fu battuto. |
| Società dell'ingiustizia                                         | All-Star Comics n. 37 (ottobre–novembre 1947)       | Un gruppo formato dal Mago composto dai peggiori nemici della JSA (individualmente e collettivamente). La lista originale aveva tra i suoi ranghi Vandal Savage, Brainwave, Per Degaton, Gambler, e il Pensatore. Avrebbe successivamente incluso il Fiddler, Sportmaster, Cacciatrice, Icicle, Harlequin, L'Ombra, e Solomon Grundy. Numerosi membri con alcune aggiunte più giovanili ritornarono a minacciare la Infinity, Inc. come la Injustice Unlimited. Oggi, il gruppo fu riformato da Johnny Sorrow. |
| Guardia del Museo delle Cere                                     | All-Star Comics n. 38 (gennaio 1948)                | Una guardia del museo delle cere impazzita che si mascherò da criminali storici, Imperatore Nerone, Golia, Gengis Khan, Borgia, Captain Kidd, e Attila l'Unno, e commise omicidi in Gotham City per cui furono accusati altri. La JSA fu trucidata quando la guardia mandò ad ogni membro una lettera per attirarli in una trappola. Attila l'Unno uccise Johnny Thunder, ma con il suo ultimo respiro disse a Black Canary dell'ubicazione della loro base. I corpi dei membri della JSA furono portati sull'Isola Paradiso e lì furono resuscitati con il Raggio Viola. La guardia li catturò utilizzando statue di cera esplodenti, poi quando furono sospesi nel suo museo rivelò loro di aver interpretato ogni singolo criminale, e tentò di utilizzare la cera calda per tramutare gli eroi in statue, ma Black Canary lo fermò, e fu così che la guardia cadde in una vasca piena di cera calda e morì. |
| Lorelei                                                          | All-Star Comics n. 39 (febbraio–marzo 1948)         | Leader di un'armata mostruosa a Fairyland che sarebbe ritornata ad allearsi con il Mago contro la Infinity, Inc.. |
| Fire People                                                      | All-Star Comics n. 49                               | Una razza di gente infuocata che cominciò ad attaccare il mondo dopo che fu colpita da una cometa gialla. Quando accadde, fu attivato un film dalla gente del passato, la cui civiltà fu distrutta dai Fire People dopo l'avvistamento della cometa gialla. La JSA li sconfisse, e fece un messaggio per un milione di anni nel futuro per avvertirli a proposito della cometa gialla. |
| Professor Zodiac, 'L'Alchimista', 'L'Uomo che odiava la scienza' | All-Star Comics n. 42 (agosto 1948)                 | Un alchimista di nome Zobar Zodiak sentì dal morente Galio, che aveva circa 500 anni, raccontare alla JSA delle quattro meraviglie dell'Alchimia poiché voleva che qualcuno degno li custodisse. Tentò di prenderle, e riuscì a catturare la JSA quando anche la squadra era alla ricerca di queste meraviglie. L'Alchimia li legò insieme alla ruota della macchina del moto perpetuo, con raggi magnetici per negare i loro poteri. Tuttavia utilizzarono il suo elisir della vita per diventare bambini e liberarsi dalla ruota. Quindi assistettero al processo di Zodiac, dove furono i testimoni delle accuse di omicidio, e lo sconfissero. Si rivelò che il Professore non morì. Fu tirato fuori dal tempo da Per Degaton al fine di catturare la Society, ma infine fu rimandato indietro. |
| Evil Star                                                        | All-Star Comics n. 44 (dicembre 1948-gennaio 1949)  | Guy Pompton tentò di arrestare la proiezione di un film che rivelava la sua identità come signore del crimine che attirò l'attenzione della Society. |
| King Kull                                                        | Captain Marvel Adventures n. 125 (ottobre 1951)     | Signore dei Sottouomini e frequente nemico di Capitan Marvel, Kull riuscì ad infiltrarsi nella Roccia dell'Eternità utilizzando una nave più veloce della luce e catturò Shazam e gli dei/dee che donavano i poteri alla Marvel Family grazie ad un raggio che rallentava i loro impulsi, di cui solo la velocità di Mercurio riuscì a fuggire e ad avvertire gli altri eroi. Alleandosi con Mister Atom, Brainiac, Queen Clea, Pinguino, Blockbuster, Ibac, Joker, Weeper, Shade, e Dottor Light, Kull cercò di eliminare l'umanità su tutte e tre le Terre e ci vollero gli sforzi combinati della Justice Society, della Justice League, e della Squadron of Justice per fermarlo. |

## Silver Age
| Criminale            | Prima comparsa                                | Descrizione |
| -------------------- | --------------------------------------------- | --- |
| Qwsp                 | Aquaman n. 1 (gennaio–febbraio 1962)          | Originariamente uno stravagante alleato di Aquaman, il folletto della 5ª dimensione era simile a Mister Mxyzptlk e a Bat-Mito e avrebbe preso una piega malvagia simile ad Aquaman e finì per diventare psicotico, ed una minaccia per la Terra e la sua dimensione natale. La pazzia di Qwsp genericamente ruotava intorno al genio del fulmine Yz/Thunderbolt e successivamente al suo nuovo padrone, Jakeem Thunder. |
| Demoniaci Tre        | Justice League of America n. 10 (marzo 1962)  | Genericamente una minaccia per la JLA, Abnegazar, Rath, e Ghast furono convocati da Mordru in un futuro distante per battersi con la League, la Society, e la Legione dei Super-Eroi. |
| Signore del Tempo    | Justice League of America n. 10 (marzo 1962)  | Generalmente un nemico della League, il Signore del Tempo è un viaggiatore dall'anno 3786 che sperò di conquistare numerose epoche e organizzò i Five Warriors From Forever (Jonah Hex, Enemy Ace, Viking Prince, Black Pirate, e Miss Liberty) perché organizzassero insieme un attacco al Cervello dell'Eternità e fermarlo dal distruggere l'Universo arrestando il tempo, attirando la League e la Society alla sua base. Riuscì nel suo piano grazie ad Elongated Man. |
| Campioni del Crimine | Justice League of America n. 21 (agosto 1963) | Quando la Justice Society e la Justice League lavorarono insieme, anche i loro nemici si misero insieme per opporsi a loro quando il Violinista scoprì un modo per viaggiare tra le Terre. Formato dal Mago, il gruppo era composto di Icicle ed il Violinista di Terra-Due, e il Dottor Alchemy di Terra-Uno, Felix Faust, e Crono. I criminali riuscirono a catturare ogni Flash, per poi ingannare le Lanterne Verdi perché fornisse loro tutto il potere necessario a catturare gli eroi, piazzandoli in alcune celle nello spazio. Ma le Lanterne Verdi riuscirono a fuggire, liberando gli altri, e i criminali furono catturati e mandati in carcere nei loro rispettivi mondi. |
| Eclipso              | House of Secrets n. 61 (agosto 1963)          | L'Ira di Dio originale, Eclipso fu intrappolato nel Cuore dell'Oscurità e andò avanti vivendo attraverso ciò che accadeva nei frammenti di un enorme gioiello. Ritornò frequentemente ad affrontare i suoi vecchi nemici. |
| T.O. Morrow          | Flash n. 143 (marzo 1964)                     | Un brillante scienziato, creatore dell'androide Red Tornado che minacciò la Justice Society e la Justice League. |
| Sindacato d'America  | Justice League of America n. 29 (agosto 1964) | Un gruppo di controparti malvagie della JLA da Terra 3. Ultraman, Superwoman, Power Ring, Johnny Quick, ed Owlman. Pre-Crisi erano nativi di Terra 3, ed erano nemici dell'unico eroe Alexander Luthor. Catturarono la JSA, e la misero in una prigione che avrebbe fatto saltare la Terra-Uno e Due se si fossero liberati, in quanto volevano battersi con la JLA su Terra-Due. Furono naturalmente sconfitti e messi in una prigione tra i due mondi da Lanterna Verde. Una volta che furono liberati da Per Degaton perché lo aiutassero ad impadronirsi di Terra-Due, quando furono sconfitti, questi eventi furono cancellati dall'esistenza. Post-Crisi provenivano dall'Universo di anti-materia. La natura dei Mondi li avrebbe fatti vincere sul loro mondo, ma non sul mondo della JLA. |
| Lawless League       | Justice League of America n. 37 (agosto 1965) | Il criminale Johnny Thunder di Terra-Uno ottenne il controllo del genio Thunderbolt appartenente alla sua controparte di Terra-Due dopo che Johnny volle conoscerlo, ma fu messo fuori gioco da lui, per rimuovere la Justice League dalla storia creando un nuovo universo con la Terra-A per compensare. Quando la JSA sventò i piani della Lawless League, fece portare i suoi migliori uomini nel tempo da Thunderbolt perché prendessero il posto della JLA e ne ottenessero i poteri. La sua Lawless League era composta da Superman (Ripper Jones), Batman (Bill Gore), Martian Manhunter (Eddie Orson), Flash (Race Morrison), Atomo (Barney Judson), e Lanterna Verde (Monk Loomis). Questa storia alternativa fu cancellata quando il Johnny malvagio disse al suo Thunderbolt di fermare questi eventi perché non accadessero mai dopo una battaglia tra lui e Dottor Fate lo fece sballottare dalle due parti in conflitto. |
| Uomo di Anti-Materia | Justice League of America n. 46 (agosto 1966) | Una potente entità ed esploratore dall'Universo di Anti-Materia che distruggeva tutta la materia da lui toccata. Viaggiò attraverso le curvature spaziali verso la Terra-Uno e la Terra-Due. Lo Spettro tentò di fermarlo, ma veniva distorto ogni qualvolta lo toccava, e veniva indebolito dalla sua presenza. I poteri combinati della Justice Society e della Justice League, protette dalla magia di Dr. Fate, lo sconfissero, e lo Spettro li aiutò a rimandarlo nel suo Universo. |
| Mordru               | Adventure Comics n. 369 (giugno 1968)         | Genericamente un nemico della Legione dei Super-Eroi, Mordru affrontò storicamente la Legione, la League, e la Society nel futuro al fianco dei Demoniaci Tre. Cronologicamente, Mordru era un residente di Gemworld ed un Signore del Caos che cercò di usurpare la rinascita di Dr. Fate nel corpo del reincarnato Hector Hall, nato dallo stupro di Colomba da parte del suo partner Falco (diventato pazzo per mano di Mordru). Quando questo fallì, Mordru ritornò ripetutamente a battersi con la Society. |

## Bronze Age
| Criminale                                 | Prima comparsa                                       | Descrizione |
| ----------------------------------------- | ---------------------------------------------------- | --- |
| Aquarius                                  | Justice League of America n. 73 (agosto 1969)        | Una stella vivente che cercò di distruggere l'universo di Terra-Due e si batté con la Justice League e la Justice Society. |
| Darkseid                                  | Superman's Pal Jimmy Olsen n. 134 (novembre 1970)    | Leader dei Nuovi Dei di Apokolips, Darkseid minacciò la Justice Society quando cercò di distruggere la Terra e mettere il suo pianeta al suo posto. Gli sforzi della Society, della Justice League, e dei Nuovi Dei di Nuova Genesi riuscirono a prevenire tutto ciò. |
| Nebula Man                                | Justice League of America n. 100 (agosto 1972)       | L'universo vivente Nebula Man venne in conflitto con la Society quando Iron Hand lo chiamò e scaraventò i Sette Soldati della Vittoria nel tempo. Gli sforzi della JSA e della JLA riuscirono a riportare i propri alleati nella giusta epoca e insieme sconfissero la minaccia galattica, anche se il Soldato Wing rimase ucciso quando lo sconfissero. |
| Stalker                                   | Stalker n. 1 (giugno–luglio 1975)                    | Uccidendo il demone Dgrth, Stalker cercò dimensioni da distruggere cosa che lo portò sulla Terra e alla sua inevitabile sconfitta per mano della Justice Society e dei suoi alleati. |
| Kobra                                     | Kobra n. 1 (febbraio 1976)                           | Un'organizzazione terroristica il cui leader porta lo stesso nome, Kobra si distingue per essere probabilmente la cellula terroristica più pericolosa della Terra. I suoi ranghi affrontarono la Society in diverse occasioni, e costò la vita alla madre di Atom Smasher (prima che lui andasse indietro nel tempo e che lei scambiasse posto con Extant) in un attacco e il cui leader fu ucciso da Black Adam, che gli strappò il cuore quando per poco non fuggì alla giustizia cercando di evadere al suo processo. |
| Società segreta dei supercriminali        | Secret Society of Super Villains n. 1 (maggio 1976)  | Un'organizzazione di super criminali che divenne uno dei più grandi di questo tipo sulla Terra. Quando in generale minacciavano la Justice League, affrontarono la Justice Society numerose volte. Una volta, Ultra-Humanite organizzò perché affrontasse insieme le due squadre contemporaneamente, con Brainwave, Monocle, Psico-Pirata, Ragdoll, Cheetah, Floronic Man, Killer Frost, The Mist, e Signalman. |
| Le Valchirie                              | DC Special n. 29 (agosto 1977)                       | Le mitologiche Valchirie convocate da Hitler con la Lancia del Destino per proteggere un bombardiere diretto a Washington. Quando gli eroi degli Stati Uniti individuarono questo piano, la Valchiria Gudra fuggì, infiltrandosi alla Casa Bianca, e assassinò il Presidente Franklin D. Roosevelt. Tuttavia, lo Spettro si fece avanti per la vita dell'uomo con la Voce di Dio, e Roosevelt fu resuscitato. Fu questa unione di eroi contro le Valchirie che portò questi presenti a formare la Justice Society. |
| Barone Blitzkrieg                         | World's Finest Comics n. 246 (agosto–settembre 1977) | Il leader degli Shadowspire ed un agente di alto rango di Hitler. Il velocista Zyklon accompagnò Blitzkrieg quando questi tentò di rubare Liberty Bell che risultò poi essere l'eroina Liberty Belle per acquisirne i poteri sonici. |
| Kung                                      | Wonder Woman n. 237 (novembre 1977)                  | Un Samurai in grado di tramutarsi in animale, che fu un agente del Giappone durante la Seconda Guerra Mondiale. Si alleò con il Principe Daka, Sumo il Samurai, e Tsunami per rubare l'Asta Cosmica di Starman. Morì nell'attacco ad Hiroshima e ritornò come spirito per combattere contro la JSA. |
| Arthur Pemberton                          | All-Star Comics n. 70 (gennaio–febbraio 1978)        | Formando la Strike Force e adottando il nome di Numero Uno, Arthur Pemberton (nipote di Sylvester Pemberton) cercò di ottenere le armi con la lama più tagliente e la tecnologia attraverso il furto. Incontrando la sconfitta per mano di suo zio e di Wildcat, Sylvester perse la sua fortuna e la sua posizione nell'organizzazione. Anni dopo, ritornò come mercenario portando la Mundane Staff of Creta. |
| Strike Force                              | All-Star Comics n. 70 (gennaio–febbraio 1978)        | Formata dal nipote dello Star-Spangled Kid originale, Arthur Pemberton, la Strike Force si sarebbe divisa dal suo creatore quando la fortuna di Arthur fu raccolta dal suo più fortunato parente. Più avanti, ritornarono a battersi con la Power Company sotto la direzione di Dottor Cyber. Recentemente, ritornarono per rapire Stargirl per Johnny Sorrow in un altro tentativo di resuscitare il Re delle Lacrime. |
| Frederic Vaux                             | Adventure Comics n. 463 (maggio 1979)                | Uno stregone che cercò di cancellare il ricordo degli eroi dalla gente della Terra per conto dei Signori del Caos. potenziò Bill Jensen che andò ad assassinare il Batman di Terra-Due. |
| Spirit King                               | Justice League of America n. 171 (ottobre 1979)      | Roger Romaine cercò di diventare un negromante, uccidendo le donne di Portsmouth mentre era inseguito da Mr. Terrific. Incontrando la sua fine per mano dello Spettro, ritornò dall'Inferno durante un incontro tra la JLA e la JSA. Possedendo Jay Garrick, assassinò Terrific prima che l'anima dell'eroe morto ritornasse per riportare Romaine all'Inferno. Quando Hal Jordan divenne lo Spettro, tentò di diventare uno Spirito di Redenzione cosa che permise a Romaine di guidare tutti coloro mandati all'Inferno dallo Spettro di nuovo sulla Terra e formò così un'armata di non-morti. Solo quando Jordan si concesse di essere lo spirito della vendetta gli spiriti ritornarono all'Inferno. |
| Commissione per le attività antiamericane | Adventure Comics n. 466 (novembre–dicembre 1979)     | La formazione del CAA fu il risultato dei movimenti di alcuni politici come il Senatore Joseph McCarthy in risposta alla Paura rossa. Ospitando un'assemblea che portò da loro la JSA per timore che supportassero il Comunismo, agli eroi fu ordinato di smascherarsi per dimostrare la lealtà all'America. La Society rifiutò e se ne andò subito, scegliendo di sciogliere la squadra e infine di andare in pensione. Si scoprì che fu Vandal Savage a far comparire questi eventi. |
| Dragon King                               | All-Star Squadron n. 4 (dicembre 1981)               | Un agente giapponese di alto rango durante la Seconda Guerra Mondiale, Dragon King acquisì il Santo Graal che galvanizzò la Sfera d'Influenza. Ritornò anni dopo per battersi con Star-Spangled Kid prima di venire in possesso della Lancia del Destino per creare un'armata di super-soldati portandoli di nuovo contro la JSA. |

## Modern Age
| Criminale        | Prima comparsa                                                      | Descrizione |
| ---------------- | ------------------------------------------------------------------- | --- |
| Surtr            | Last Days of the Justice Society n. 1 (1986)                        | Re degli Giganti di Fuoco, Surtr avrebbe inondato il mondo nel fuoco durante il Ragnarǫk. Quando la JSA scelse di affrontare l'evento per il bene del mondo e fu intrappolata in un cerchio infinito, le forze di Surtr rimasero intrappolate con loro. |
| Mekanique        | All-Star Squadron n. 58 (giugno 1986)                               | Basato sull'Uomo-Macchina del film Metropolis, Mekanique viaggiò da futuro per assicurarsi che il suo tempo passasse malo cambiò così tanto che i lavoratori non si levarono. Si alleo con Per Degaton dove il duo divenne una coppia. |
| Axis Amerika     | Young All-Stars n. 1 (giugno 1987)                                  | Una squadra composta di alcuni dei massimi operativi nel Potere dell'Asse. I suoi membri sono basati sulla Justice League: Superman (Übermensch), Batman (Grösshorn Eule), Robin (Fledermaus), Wonder Woman (Gudra la Valchiria), Aquaman (Sea Wolf), e Freccia Verde (Usil). A loro si unì poi Kamikaze che aveva alcune somiglianze con Bulletman. |
| Figli dell'Alba  | Young All-Stars n. 28 (agosto 1989)                                 | Hugo Danner (su cui Superman è in parte basato) utilizzò una formula utilizzata da suo padre che gli fornì abilità super umane per potenziare un gruppo di uomini sotto il suo dominio. Quando il figlio di Hugo Iron Munro e i suoi alleati, la Young All-Stars, li scoprirono, Hugo scatenò il suo gruppo sul mondo e così i molti uomini del mistero d'America nell'All-Star Squadron e nella Justice Society dovettero unire le forze per sconfiggerli. |
| Extant           | Ora Zero n. 4 (settembre 1994)                                      | Dopo che Hank Hall impazzì per mano di Mordru, divenne Monarch che consumò Waverider e si sviluppò in Extant. Quando gli eroi della storia e dell'universo gli si opposero, Dottor Mid-Nite, Atomo, ed Hourman (anche se, l'Hourman scambiò posto con lui) pagarono il prezzo più alto. Extant ritornò ad affrontare la JSA più avanti alla ricerca del Worlogog di Hourman ma il gruppo lo sconfisse. Atom Smasher gli fece cambiare posto con la madre, morta in un bombardamento aereo da parte di Kobra, in apparenza uccidendo il criminale manipolatore del tempo. |
| Johnny Sorrow    | Secret Origins of Super-Villains 80-Page Giant n. 1 (dicembre 1999) | Un criminale da un altro mondo, Sorrow divenne un pedone del Re delle Lacrime che vide un'opportunità di vendicarsi della Justice Society che sventò i suoi piani tramutando il suo corpo in lacrime e rendendolo un obiettivo per l'entità Lovecraftiana. Sarebbe stato la forza che avrebbe riformato la Società dell'ingiustizia. Il suo volto fu tramutato dalla sua esperienza ed uccise la maggior parte degli avversari che la guardarono. |
| Re delle Lacrime | JSA n. 16 (novembre 2000)                                           | Un dio dai Regni Sottili, il Re delle Lacrime fuggì dalla sua dimensione in numerose occasioni grazie al suo agente Johnny Sorrow e alla Società dell'ingiustizia. |
| Onimar Synn      | JSA n. 23 (giugno 2001)                                             | Il Divoratore di Peccati, uno dei Sette Diavoli che devastarono Thanagar all'alba della sua civilizzazione, Synn è il padrone del Metallo Nth, in quanto il suo corpo è interamente composto di questa sostanza. Una delle più grandi minacce ad aver mai visto il pianeta, Synn poteva rubare la vita ai viventi alimentando la sua forza e resuscitando i derubati come servi non-morti. Una delle recenti incarnazioni di Hawkman fu un campione di Thanagar contro Synn e le sue armate. |
| Roulette         | JSA Secret Files n. 2 (settembre 2001)                              | Nipote della Roulette originale, una frequente avversaria del Mr. Terrific originale (con cui la moderna Roulette credeva sua nonna avesse avuto una relazione), Roulette opera in una serie di eventi illegali in stile gladiatori che contrappone gli eroi tra di essi fino alla morte per puro divertimento. |
| Lord Dynamo      | JSA: Strange Adventures n. 1 (ottobre 2004)                         | Erich Donnerstein era un brillante, giovane scienziato che rimase paralitico e trovò il modo di muoversi utilizzando diverse forme di energia. Infine, finì per essere composto interamente di energia e doveva consumarne una grande quantità al fine di continuare a vivere, arrivando addirittura al punto di assorbire il genio Thunderbolt. |
| Isis             | 52 n. 3 (maggio 2006)                                               | Moglie di Black Adam, una schiava Egiziana donatagli dall'Intergang per ottenere i suoi favori. Adam le diede i poteri della più grande dea egiziana, Isis, donandole una vastità di abilità magiche. Fu uccisa dai Quattro Cavalieri di Apokolips, facendo impazzire Black Adam, e dopo essere stata riportata in vita dallo stregone Felix Faust e liberata dal suo controllo da Adam, tentò di spazzare via tutta la vita sulla Terra, ma il Mago Shazam la tramutò in pietra insieme ad Adam, anche se suo fratello Osiris più avanti la riportò in vita. |
| Kid Karnevil     | Shadowpact n. 1 (luglio 2006)                                       | Originariamente introdotto come nemico degli Shadowpact essendo membro del Pentacle, Karnevil è un sociopatico che idolatra il Joker e desidera diventare più rinomato di lui come forza del male (dopo aver ucciso lo stesso Joker per sottolineare che avrebbe compiuto questa impresa). Karnevil si infiltrò nella JSA come Billy Armstrong, All-American Kid, e divenne la spalla di Mister America. Karnevil attaccò la Society con il Quarto Reich prima di attivare il Motore d'Oscurità, che negava ai metaumani le loro abilità, ed entro 20 anni avrebbe dominato il mondo come secondo Führer. Tuttavia, gli sforzi di Mr. Terrific avrebbero alterato la storia e fermato Karnevil nel passato prima che il Motore d'Oscurità potesse essere attivato. |
| Quarto Reich     | Justice Society of America vol. 3 n. 2 (febbraio 2007)              | Un gruppo di Neo-Nazisti e altri Suprematisti formato da Vandal Savage che cercò di eliminare gli eroi uccidendo le loro famiglie e le persone loro care nella speranza di eliminare così anche la loro eredità. Sarebbero ritornati sotto la guida di Kid Karnevil. I membri includono Capitan Nazi, la Baronessa Blitzkrieg, Rebel, Reichsmark, Swastika, White Dragon, Hunter, Ombra di Guerra, Green Ghoul, Conte Berlino, Capitan Swastika, Doctor Demon, Baron Gestapo, e Capitan Assassino (nuovo membro introdotto nella seconda comparsa della squadra, e originariamente proprietà della MLJ Comics che fu poi incorporato nell'Universo DC). |
| Gog              | Justice Society of America vol. 3 n. 16 (luglio 2008)               | Un antico dio che potenziò William Matthews (che prese il nome del suo maestro) per eliminare falsi dei in preparazione dell'arrivo di Gog sulla Terra. L'originale assorbì il suo discepolo e rinacque, facendo miracoli in cambio di adorazione. Queste azioni divisero la Justice Society, un lato guidato da Magog e facendo la volontà di Gog finché il vecchio dio non cercò di tramutare Flash in un vero e proprio fulmine. I suoi promessi accoliti si costituirono e la JSA di nuovo integra, decapitarono Gog e appesero la sua testa sul Muro della Fonte. |
| Gods of Parador  | JSA All-Stars vol. 2 n. 8 (settembre 2010)                          | Un gruppo di quattro giovani che ottennero abilità divine. Presero i nomi di Yum-Kimil, Ah-Kin, Ix-Chel, e Nacon. |
| Scythe           | Justice Society of America vol. 3 n. 44 (dicembre 2010)             | Prodotto del Progetto Drachen sponsorizzato dai nazisti in Libia, Flash e Lanterna Verde furono inviati dalla CIA nel 1941 a fare fuori l'esperimento al completo. Tuttavia, quando la Lanterna scoprì che l'esperimento era un bambino, giunse ad un alterco con il suo compagno finché insieme non decisero di lasciarlo in vita. Nella storia recente, l'esperimento fu tenuto nella prigione nera della CIA in Afghanistan finché non evase e non tenne un assalto al Monument Point, quasi distruggendo la località se non fosse stato per l'intervento della Justice Society. Anche se fu catturato, la vittoria fu di breve durata in quanto Scythe fuggì di nuovo e ritornò in città.                                                                      |
| Dottor Caos      | Justice Society of America vol. 3 n. 46 (febbraio 2011)             | Un mercenario altamente addestrato assunto per distruggere il Monument Point. |
| Puzzlemen        | JSA All-Stars vol. 2 n. 14 (marzo 2011)                             | Giganti di pietra dietro i furti che sembrano insignificanti ma che possono portare ad un disastro per l'umanità. |